# Syndykator
Syndykator – jedyny album studyjny polskiego zespołu hip-hopowego Syndykat, którego premiera odbyła się 9 października 2015 roku. Wydawnictwo ukazało się nakładem wytwórni Banita Records w dystrybucji Step Records. Pierwotnie płyta miała mieć swoją premierę 18 września 2015 roku. Na albumie usłyszymy gościnnie Kaczego, TPS-a, Dobo ZDR, Profusa PPZ, Żabola, Egona, Popka, Raptusa oraz irańskiego wokalistę Jav Zavari, który udzielił się w jednym z refrenów.
Album był promowany dwoma singlami, pt. „Warto żyć“ oraz „Pan to nie ja“ do których zostały zrealizowane teledyski. Materiał zadebiutował na 9. miejscu polskiej listy sprzedaży OLiS i uzyskał status złotej płyty.

## Lista utworów
Źródło.
| Syndykator | Syndykator                              | Syndykator | Syndykator |
| Nr         | Tytuł utworu                            | Producent  | Długość    |
| ---------- | --------------------------------------- | ---------- | ---------- |
| 1.         | „Syndykat”                              | Dechu      | 1:48       |
| 2.         | „Czutka nad wyraz”                      | Wola       | 3:14       |
| 3.         | „To co” (gości. Kaczy, TPS)             | Tytuz      | 3:51       |
| 4.         | „Hermetyczny krąg”                      | Dechu      | 4:33       |
| 5.         | „Niedoceniona pomoc” (gości. Dobo, Ewa) | Tytuz      | 5:24       |
| 6.         | „Wyrwać chwasta” (gości. Profus PPZ)    | Wowo       | 3:17       |
| 7.         | „Warto żyć” (gości. Jav Zavari)         | Tatuz      | 4:28       |
| 8.         | „Pan to nie ja”                         | Tytuz      | 3:22       |
| 9.         | „Chemiczne pokolenie”                   | No name    | 5:00       |
| 10.        | „Taniec z diabłem”                      | Wola       | 3:41       |
| 11.        | „Zbastuj” (gości. Żabol, Egon)          | Tytuz      | 3:48       |
| 12.        | „Wulgaro” (gości. Popek)                | Tytuz      | 3:17       |
| 13.        | „Syndrom Sztokholmski”                  | Tytuz      | 3:35       |
| 14.        | „Głupi nie zna strachu”                 | Piero      | 2:57       |
| 15.        | „Święta krowa” (gości. Raptus)          | Tytuz      | 3:08       |
| 16.        | „Warto żyć”                             | Tytuz rmx  | 4:09       |
|            |                                         |            | 59:32      |